# Комісар державної безпеки 3-го рангу
Комісар державної безпеки 3-го рангу - спеціальне звання вищого начальницького складу Головного управління державної безпеки (ГУДБ) НКВС і НКДБ СРСР в 1935-1945 роках. 
В 1935-1940 роках звання приблизно відповідало військовому званню комкор в сухопутних військах та в флагман І рангу військово-морських силах. 
Попереднє більш низьке звання: старший майор державної безпеки (у 1935—1943 рр.), комісар державної безпеки (в 1943—1945 рр.). Наступне більш високе звання: комісар державної безпеки 2-го рангу.

## Історія використання
Постановами ЦВК СРСР № 20 і РНК СРСР № 2256 від 7 жовтня 1935 року, оголошених Наказом НКВС СРСР № 319 від 10 жовтня 1935  були введені персональні спеціальні звання для начальницького складу ГУДБ НКВС СРСР. Серед цих спеціальних звань було звання комісар державної безпеки 3-го рангу. Комісар державної безпеки 3-го рангу був за рангом вище за старшого майора державної безпеки, та нижче від комісара державної безпеки 2-го рангу. 
З числа осіб, яким було присвоєно дане спеціальне звання, багатьох було розстріляно або вони постраждали в роки масових сталінських репресій і після смерті І. В. Сталіна.
Указом Президії Верховної Ради СРСР від 9 лютого 1943 року, вводилися нові спеціальні звання співробітників органів НКВС відповідні до загальновійськових (окрім вищого начальницького складу), а також вводився поділ на склади (вищий, старший, середній та молодший). Звання комісар державної безпеки 3-го рангу, відносилося до вищого начальницького складу, співпадаючи з армійським званням – генерал-лейтенант. Комісар державної безпеки 3-го рангу був за рангом вище за комісара державної безпеки, та нижче від комісар державної безпеки 2-го рангу.
Указом Президії Верховної Ради СРСР від 6 липня 1945 року «Про звання, форму одягу і знаки розрізнення начальницького складу Народного Комісаріату Внутрішніх Справ і Народного Комісаріату Державної Безпеки СРСР» для начальницького складу НКВС та НКДБ вводилися звання аналогічні до встановлених для офіцерського та генеральського складів Червоної Армії. Комісари державної безпеки 3-го рангу були переатестовані на генерал-лейтенантів.

## Знаки розрізнення

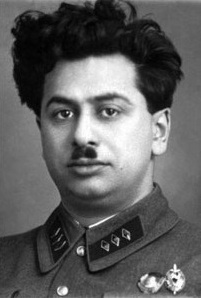
Комісар державної безпеки 3-го рангу Люшков Г. С. з відповідними знаками розрізнення зразка 1937 р.

В 1924-1935 роках в органах держбезпеки для позначення посадових розрядів використовувалася система знаків розрізнення посадових рангів подібна до армійської. В цій системі молодший склад позначався певною кількістю трикутників на петлицях, середній склад — квадратів («кубарів»), старший склад — прямокутників («шпал»), вищий склад — ромбів. 
В 1935 році в ГУДБ НКВС вводяться персональні спеціальні звання, а також повністю змінюються знаки розрізнення. Спочатку для начскладу ГУДБ НКВС були прийняті тільки нарукавні знаки розрізнення. Для осіб середнього начскладу - червоні усічені трикутники (кількість - відповідно до звання). Дана система виявилася невдалою: нарукавні відзнаки були важкорозрізнювані, що призвело до повернення знаків розрізнення до петлиць. На петлицях  начальницького складу з’являються просвіти]], певного кольору. Середній та старший начальницькі склади мали сріблясті просвіти, вищий начальницький склад мав золотисті просвіти. Також на петлицях, в залежності від звання розташовувалася певні кількість сріблястих (старший склад), золотистих (вищий склад) п’ятипроменевих зірочок чи червоних емальованих трикутників (середній склад). Комісар державної безпеки 3-го рангу мав на петлицях з одним золотистим просвітом по три золотисті зірочки, та три нарукавні шиті золотом зірки.
З 1937 року в органах державної безпеки були введені знаки розрізнення армійського зразка (аналогічні вже використовувалися у військах НКВС). Нарукавні відзнаки були скасовані, був змінений вид петлиць. Петлиці встановлювалися двох видів: для гімнастерки або френча і для шинелі. Перші зберігали колишні форму і розмір, шинельні мали форму ромба з округленими увігнутими верхніми сторонами. Висота петлиці 11 см, ширина - 8,5 см, розміри шинельної петлиці: висота 13см, ширина 12,5 см. Колір петлиць залишався колишнім, крапові (темно-червоного) з малиновим кантом. Замість зірочок і кутників були встановлені знаки розрізнення, аналогічні прийнятим в РСЧА: ромби для вищого начскладу, прямокутники («шпали») - для старшого і квадрати («кубики») - для середнього. Комісари державної безпеки 3-го рангу, отримують на петлиці по три емальовані ромби, як на петлицях загальновійськового комкора РСЧА.
В 1943 році в органах державної безпеки (як і в інших підрозділах НКВС/НКДБ так і в Червоній армії) відбувається уніфікація військових та спеціальних звань. Знаки розрізнення піддаються зміні, вони змінюють свій вигляд і їх починають розміщувати на нововведених погонах. Погони вищого начальницького складу державної безпеки були шестикутні та вкриті золотим галуном, з волошковими кантами. Галун викладався зигзагом, з волошковою стрічкою. Комісари державної безпеки 3-го рангу державної безпеки, отримують на погони по дві великі срібні п’ятипроменеві зірки (така ж кількість зірочок була на погонах загальновійськового генерал-лейтенанта Червоної армії.
1936-1945.
| 1936 | 1936 | 1937-43 | 1937-43 | 1943 | 1943-1945 |
| ---- | ---- | ------- | ------- | ---- | --------- |
|      |      |         |         |      |           |

## Список комісарів державної безпеки 3-го рангу
- 29.11.1935 — Бак Борис Аркадійович (1897—1938), 1-й заступник начальника УНКВД Московської області
- 29.11.1935 — Берман Матвій Давидович (1898—1939), начальник ГУЛАГ НКВС СРСР
- 29.11.1935 — Бокій Гліб Іванович (1879—1937), начальник спеціального відділу ГУДБ НКВС СРСР
- 29.11.1935 — Дагін Ізраїль Якович (1895—1940), начальник УНКВД Північно-Кавказького краю
- 29.11.1935 — Дейч Яків Абрамович (1898—1938), начальник УНКВД Калінінської області
- 29.11.1935 — Западний Семен Ізраїлевич (1899—1938), начальник УНКВД Хабаровської області
- 29.11.1935 — Зірніс Ян Петрович (1894—1939), начальник УНКВД Східно-Сибірського краю
- 29.11.1935 — Каруцький Василь Абрамович (1900—1938), начальник УНКВД Західно-Сибірського краю
- 29.11.1935 — Люшков Генріх Самойлович (1900—1945), заступник начальника секретно-політичного відділу ГУДБ НКВС СРСР
- 29.11.1935 — Мазо Соломон Самойлович (1900—1937), начальник економічного відділу УГБ НКВД Української РСР
- 29.11.1935 — Ніколаєв-Журид Микола Галактіонович (1897—1940), заступник начальника УНКВД Ленінградської області
- 29.11.1935 — Погребинський Матвій Самойлович (1895—1937), начальник УНКВД Горьковського краю
- 29.11.1935 — Пузицький Сергій Васильович (1895—1937), заступник начальника Дмитровського ВТТ
- 29.11.1935 — Рапопорт Григорій Якович (1890—1938), начальник УНКВД Сталінградського краю
- 29.11.1935 — Решетов Ілля Федорович (1894—1937), начальник УНКВД Свердловської області
- 29.11.1935 — Рудь Петро Гаврилович (1896—1937), начальник УНКВД Азово-Чорноморського краю
- 29.11.1935 — Сосновський Ігнатій Ігнатович (1897—1937), 1-й заступник начальника УНКВД Саратовського краю
- 29.11.1935 — Стирне Володимир Андрійович (1897—1937), начальник УНКВД Івановської області
- 29.11.1935 — Сумбатов Ювельян Давидович (1889—1960), начальник УНКВД Азербайджанської РСР
- 11.12.1935 — Бистрих Микола Михайлович (1893—1939), головний інспектор прикордонних, внутрішніх військ і міліції при наркома внутрішніх справ СРСР
- 01.10.1936 — Дмитрієв Дмитро Матвійович (1901—1939), начальник Головного управління шосейних доріг НКВС СРСР
- 13.12.1936 — Курський Володимир Михайлович (1897—1937), начальник секретно-політичного відділу ГУДБ НКВС СРСР
- 14.03.1937 — Берман Борис Давидович (1901—1939), нарком внутрішніх справ Білоруської РСР
- 14.03.1937 — Миронов Сергій Наумович (1894—1940), начальник УНКВД Західно-Сибірського краю
- 03.04.1937 — Іванов Василь Тимофійович (1894—1938), заступник наркома внутрішніх справ Української РСР
- 03.04.1937 — Минаєв-Цикановський Олександр Матвійович (1888—1939), начальник УНКВД Сталінградської області
- 20.01.1938 — Литвин Михайло Йосипович (1892—1938), начальник УНКВД Ленінградської області
- 25.01.1938 — Успенський Олександр Іванович (1902—1940), нарком внутрішніх справ Української РСР
- 11.09.1938 — Меркулов Всеволод Миколайович (1895—1953), у розпорядженні наркома внутрішніх справ СРСР
- 02.12.1938 — Деканозов Володимир Георгійович (1898—1953), начальник 5 відділу ГУГБ НКВС СРСР
- 28.12.1938 — Власик Микола Сидорович (1896—1967), начальник 1 відділу ГУДБ НКВС СРСР
- 28.12.1938 — Кобулов Богдан Захарович (1904—1953), заступник начальника ГУГБ НКВС СРСР
- 19.02.1939 — Нікішов Іван Федорович (1894—1958), начальник УНКВД Хабаровського краю
- 04.09.1939 — Круглов Сергій Никифорович (1907—1977), заступник наркома внутрішніх справ СРСР з кадрів [2]
- 04.09.1939 — Сєров Іван Олександрович (1905—1990), нарком внутрішніх справ Української РСР
- 14.03.1940 — Бочков Віктор Михайлович (1900—1981), начальник 4 відділу ГУДБ НКВС СРСР
- 14.03.1940 — Кубаткін Петро Миколайович (1907—1950), начальник УНКВД Московської області
- 14.03.1940 — Мільштейн Соломон Рафаїлович (1899—1955), начальник Головного транспортного управління НКВС СРСР
- 14.03.1940 — Рапава Авксентій Нарикієвич (1899—1955), нарком внутрішніх справ Грузинської РСР
- 14.03.1940 — Саджая Олексій Миколайович (1898—1942), нарком внутрішніх справ Узбецької РСР
- 14.03.1940 — Федотов Павло Васильович (1900—1963), начальник 2 відділу ГУДБ НКВС СРСР
- 14.03.1940 — Цанава Лаврентій Хомич (1900—1955), нарком внутрішніх справ Білоруської РСР
- 09.07.1941 — Абакумов Віктор Семенович (1908—1954), заступник наркома внутрішніх справ СРСР
- 09.07.1941 — Чернишов Василь Васильович (1896—1952), заступник наркома внутрішніх справ СРСР [2]
- 19.07.1941 — Бєлянов Олександр Михайлович (1903—1994), начальник особливого відділу НКВС Фронту резервних армій
- 19.07.1941 — Купрін Павло Тихонович (1908—1942), начальник особливого відділу НКВС Північного фронту
- 19.07.1941 — Міхеєв Анатолій Миколайович (1911—1941), начальник особливого відділу НКВС Південно-Західного фронту
- 19.07.1941 — Сазикін Микола Степанович (1910—1985), начальник особливого відділу НКВС Південного фронту
- 29.08.1941 — Сергієнко Василь Тимофійович (1903—1982), нарком внутрішніх справ Української РСР
- 14.02.1943 — Бабкін Олексій Микитович (1906—1950), нарком внутрішніх справ Казахської РСР
- 14.02.1943 — Блінов Опанас Сергійович (1904—1961), начальник 3 управління НКВС СРСР
- 14.02.1943 — Борщов Тимофій Михайлович (1901—1956), начальник УНКВД Свердловської області
- 14.02.1943 — Воронін Олександр Іванович (1908—1990), начальник УНКВД Сталінградської області
- 14.02.1943 — Гвішиані Михайло Максимович (1905—1966), начальник УНКВД Приморського краю
- 14.02.1943 — Журавльов Михайло Іванович (1911—1976), начальник УНКВД Московської області
- 14.02.1943 — Завенягін Авраамій Павлович (1901—1956), заступник наркома внутрішніх справ СРСР
- 14.02.1943 — Кобулов Амаяк Захарович (1906—1955), нарком внутрішніх справ Узбецької РСР
- 14.02.1943 — Мамулов Степан Соломонович (1902—1976), начальник секретаріату НКВС СРСР
- 14.02.1943 — Мешик Павло Якович (1910—1953), начальник економічного управління НКВС СРСР
- 14.02.1943 — Обручников Борис Павлович (1905—1988), заступник наркома внутрішніх справ СРСР по кадрам
- 14.02.1943 — Огольцов Сергій Іванович (1900—1977), начальник УНКВД Куйбишевської області
- 14.02.1943 — Рум'янцев Василь Іванович (1896—1960), начальник 1 відділення 1 відділу НКВС СРСР
- 14.02.1943 — Сафразьян Леон Богданович (1893—1954), начальник Головного управління аеродромного будівництва НКВС СРСР
- 14.02.1943 — Селівановський Микола Миколайович (1901—1997), начальник особливого відділу НКВС Південного фронту
- 14.02.1943 — Судоплатов Павло Анатолійович (1907—1996), начальник 4 управління НКВС СРСР
- 14.02.1943 — Фітін Павло Михайлович (1907—1971), начальник 1 управління НКВС СРСР
- 14.02.1943 — Церетелі Шалва Отарович (1894—1955), 1-й заступник наркома внутрішніх справ Грузинської РСР
- 14.02.1943 — Шарія Петро Опанасович (1902—1983), заступник начальника 1 управління НКВС СРСР
- 14.12.1943 — Насєдкін Віктор Григорович (1905—1950), начальник ГУЛАГ НКВС СРСР
- 02.01.1944 — Рясний Василь Степанович (1904—1995), нарком внутрішніх справ Української РСР
- 18.03.1944 — Савченко Сергій Романович (1904—1966), нарком державної безпеки Української РСР
- 29.03.1944 — Жуков Георгій Сергійович (1907—1978), начальник 7 відділу 2 управління НКДБ СРСР
- 10.04.1944 — Егнаташвілі Олександр Якович (1887—1948), заступник начальника 6 управління НКДБ СРСР
- 16.05.1944 — Леонтьєв Олександр Михайлович (1902—1960), начальник відділу по боротьбі з бандитизмом НКВС СРСР
- 14.12.1944 — Каранадзе Григорій Теофілович (1902—1970), нарком внутрішніх справ Кримської АРСР
- 14.12.1944 — Якубов Мір Теймур Мір Алекпер огли (1904—1970), нарком внутрішніх справ Азербайджанської РСР
- 11.01.1945 — Маркарян Рубен Амбарцумович (1896—1956), нарком внутрішніх справ Дагестанської АРСР
- 29.03.1945 — Богданов Микола Кузьмич (1907—1972), нарком внутрішніх справ Казахської РСР
- 14.04.1945 — Бурдаков Семен Миколайович (1901—1978), начальник Управління Ухто-Іжемського ВТТ і Ухто-Іжемського комбінату НКВС
- 09.06.1945 — Бєльченко Сергій Савич (1902—2002), нарком внутрішніх справ Білоруської РСР
- 02.07.1945 — Влодзімірський Лев Омелянович (1903—1953), начальник слідчої частини з особливо важливих справ НКДБ СРСР
- 02.07.1945 — Горлінський Микола Дмитрович (1907—1965), начальник УНКДБ Краснодарського краю
- 02.07.1945 — Долгих Іван Ілліч (1904—1961), начальник УНВД Хабаровського краю
- 02.07.1945 — Дроздецький Павло Гаврилович (1903—1979), заступник наркома державної безпеки Української РСР
- 02.07.1945 — Лангфанг Олександр Іванович (1907—1990), начальник 4 відділу 1 управління НКДБ СРСР
- 02.07.1945 — Лапшин Євген Петрович (1900—1956), начальник відділу «Б» НКДБ СРСР
- 02.07.1945 — Райхман Леонід Федорович (1908—1990), заступник начальника 2 управління НКДБ СРСР
- 02.07.1945 — Родіонов Дмитро Гаврилович (1906—1972), заступник начальника 2 управління НКДБ СРСР
- 02.07.1945 — Ткаченко Іван Максимович (1910—1955), уповноважений НКВС-НКДБ по Литовській РСР
- 02.07.1945 — Фокін Петро Максимович (1900—1979), нарком державної безпеки Кримської АРСР
- 02.07.1945 — Харитонов Федір Петрович (1907—1991), нарком внутрішніх справ Туркменської РСР
- 02.07.1945 — Шевельов Іван Григорович (1904—1998), начальник 5 управління НКДБ СРСР
- 02.07.1945 — Шикторов Іван Сергійович (1908—1978), начальник УНКВД Ленінградської області